# Бэйлю
Бэйлю́ (кит. упр. 北流, пиньинь Běiliú) — городской уезд городского округа Юйлинь Гуанси-Чжуанского автономного района (КНР).

## История
В эпоху Южных и Северных династий, когда эти места находились в составе государства Южная Ци, в 488 году был создан Бэйлюский округ (北流郡); никаких уездов в его составе не было. Пару десятков лет спустя, когда эти места оказались в составе государства Лян, округ был преобразован в уезд — так появился уезд Бэйлю (北流县).
После вхождения этих мест в состав КНР в конце 1949 года был образован Специальный район Юйлинь (郁林专区) провинции Гуанси, и уезд вошёл в его состав. В 1951 году Специальный район Юйлинь и специальный район Учжоу (梧州专区) были объединены, образовав Специальный район Жунсянь (容县专区). 
В 1958 году провинция Гуанси была преобразована в Гуанси-Чжуанский автономный район. Специальный район Жунсянь был расформирован, и уезд перешёл в состав нового Специального района Юйлинь (玉林专区). В 1971 году Специальный район Юйлинь был переименован в Округ Юйлинь (玉林地区).
Постановлением Госсовета КНР от 18 апреля 1994 года уезд Бэйлю был преобразован в городской уезд.
Постановлением Госсовета КНР от 27 апреля 1997 года округ Юйлинь был преобразован в городской округ.

## Административное деление
Городской уезд делится на 3 уличных комитета и 22 посёлков.